# Pagoda del Principe Teng

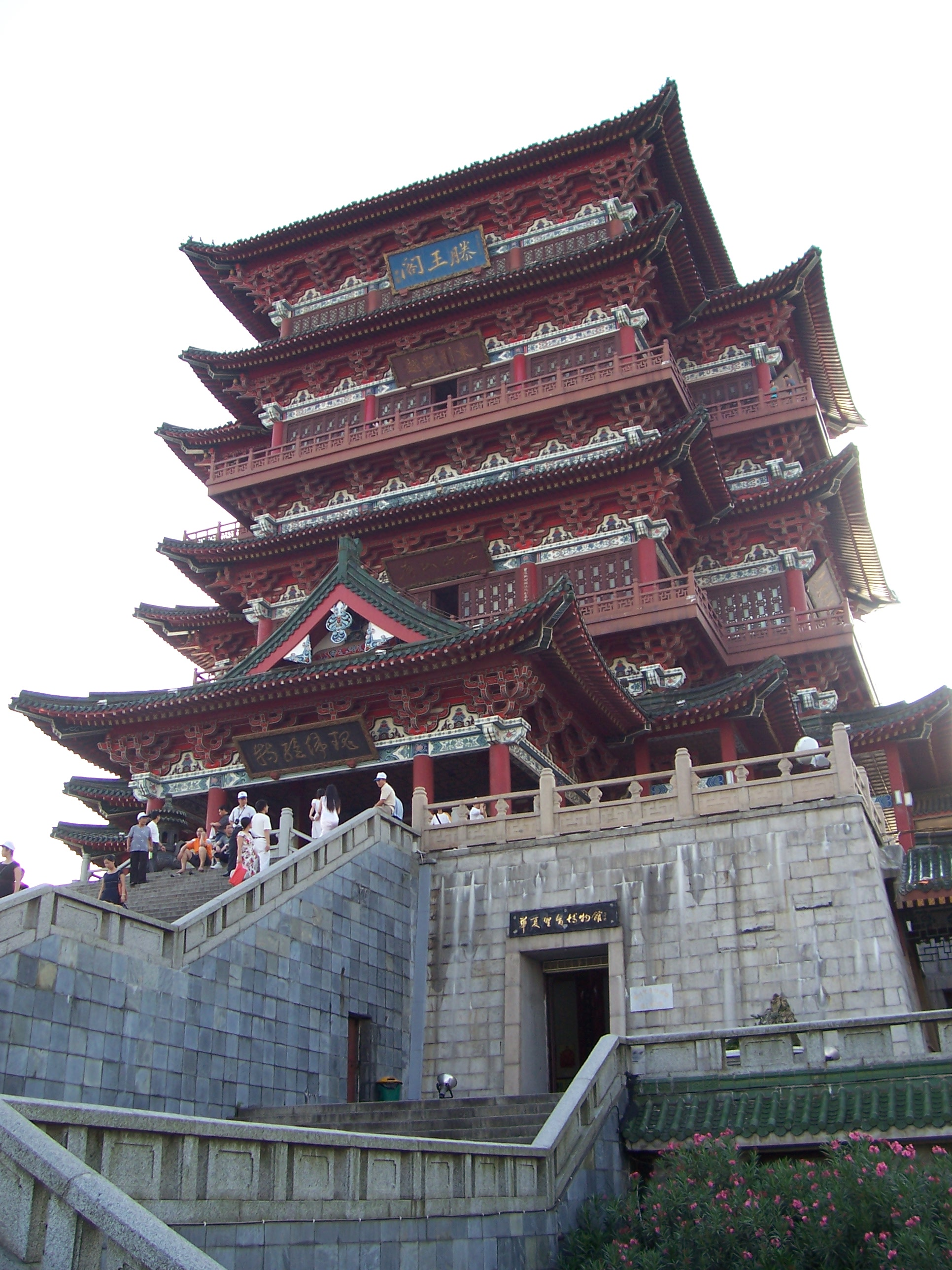
Vista frontale della Pagoda del Principe Teng

La Pagoda del Principe Teng (Cinese tradizionale: 滕王阁; pinyin: Téngwáng gé) è un edificio nel nord-ovest della città di Nanchang, nella provincia dello Jiangxi, in Cina, sulla riva orientale del fiume Gan ed è una delle c.d. "Tre grandi torri della Cina meridionale" (le altre due sono la Torre Yueyang e la Pagoda della Gru Gialla). La struttura, in legno, è stata distrutta e ricostruita molte volte nel corso della sua storia. L'attuale edificio è stato ricostruito nel 1989 sul sito originario. Il piano di ricostruzione fu ideato dall'architetto Liang Sicheng e ora la Pagoda del Principe Teng è una struttura iconica di Nanchang. La pagoda è composta da nove piani. Lo stile architettonico è quello della dinastia Song.

## Storia

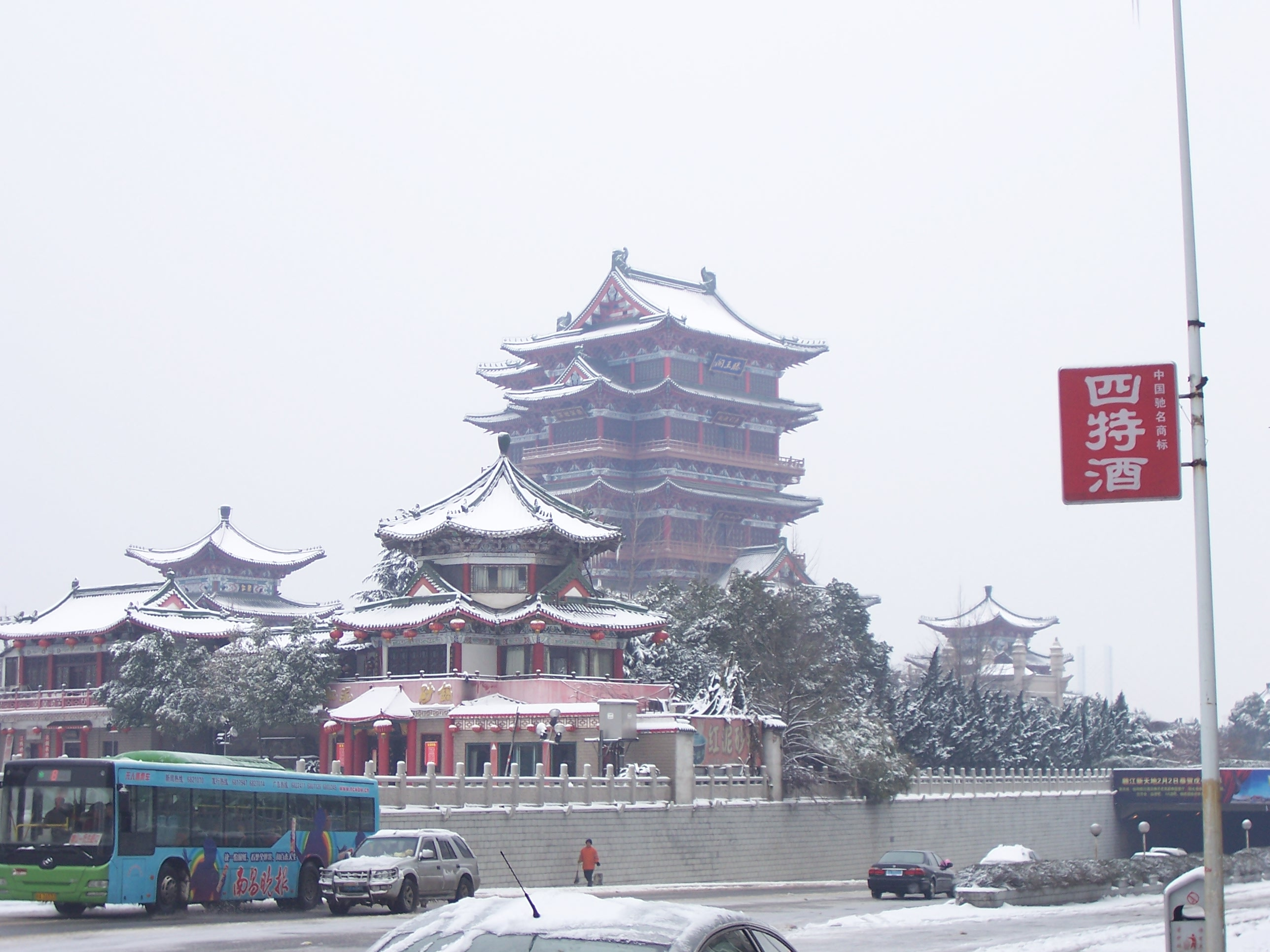
La pagoda durante l'inverno.

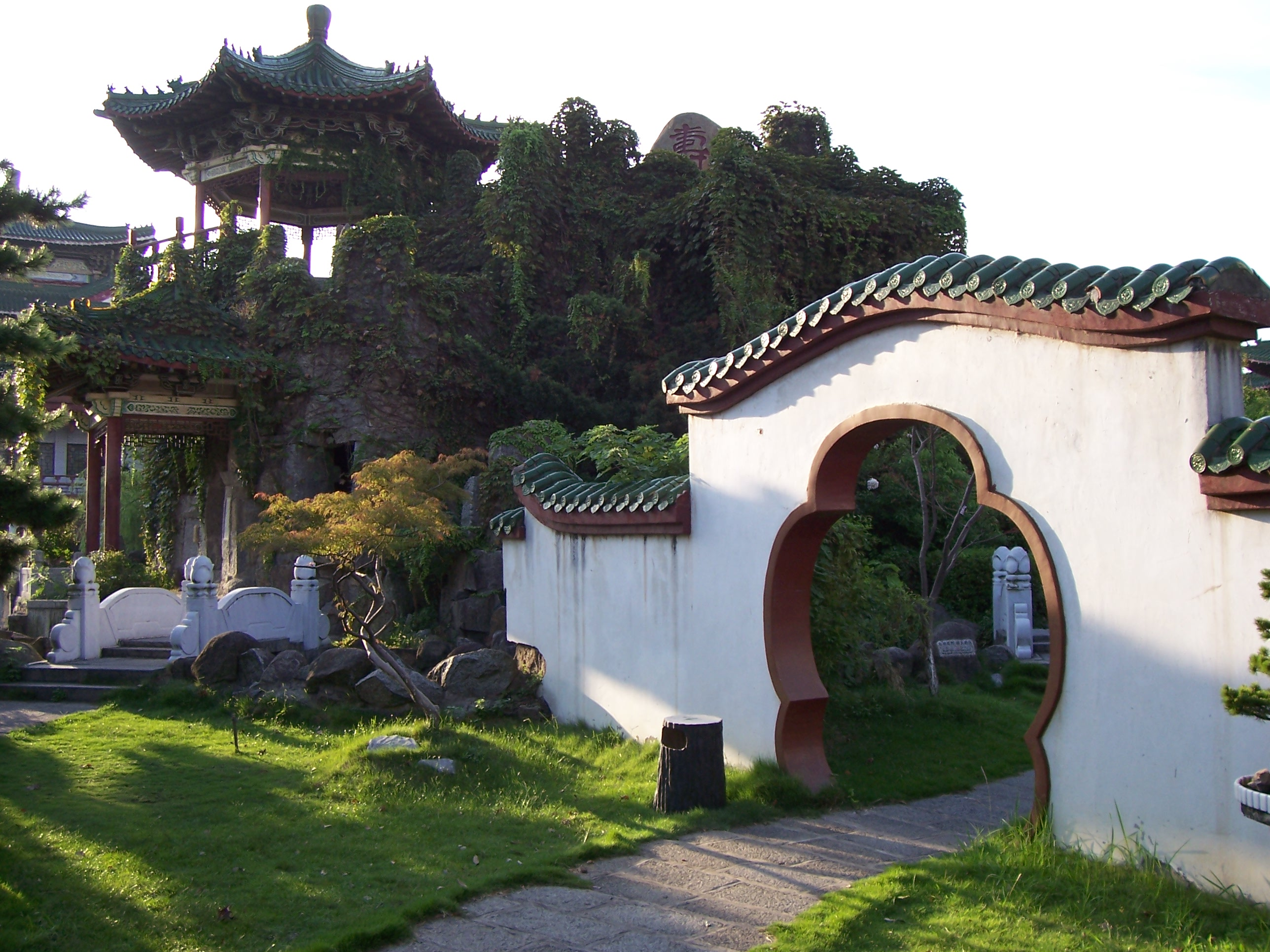
I giardini della pagoda.

La Pagoda del Principe Teng fu costruito per la prima volta nel 653 da Li Yuanying, il fratello minore dell'imperatore Taizong di Tang e zio dell'imperatore Gaozong di Tang. Li Yuanying, nome dinastico "Principe Teng" (639), trascorse i suoi primi anni a Suzhou. Nel 652 gli fu assegnato il governatorato di Nanchang, dove la pagoda era la sua residenza. Si tratta dell'unica architettura reale esistente nel sud della Cina. Vent'anni dopo, l'edificio fu ricostruito dal nuovo governatore. Al suo completamento, un gruppo di intellettuali locali si riunì per comporre prosa e poesia sull'edificio. Il più famoso di questi è la Prefazione al padiglione del principe Teng di Wang Bo. L'opera ha reso la Pagoda del Principe Teng un nome familiare in Cina fino ai giorni nostri.
La pagoda è stata distrutta e ricostruita 29 volte nei secoli successivi, cambiando spesso forma e funzione. La penultima costruzione fu durante il regno di Tongzhi della dinastia Qing. Quell'edificio fu distrutto nell'ottobre del 1926 durante il caotico Periodo dei signori della guerra. 

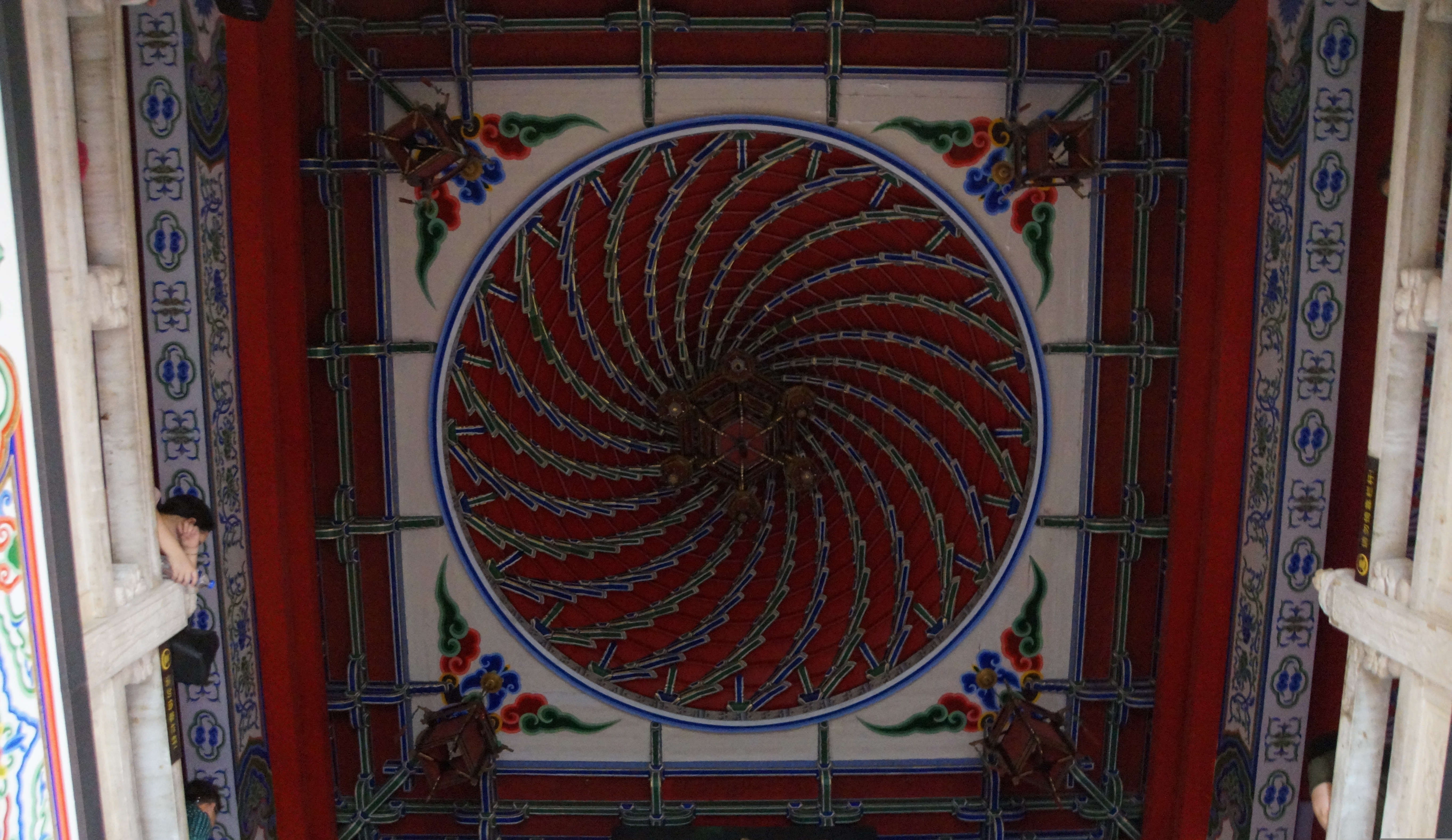
Cassone della torre di Yueyang

## Descrizione

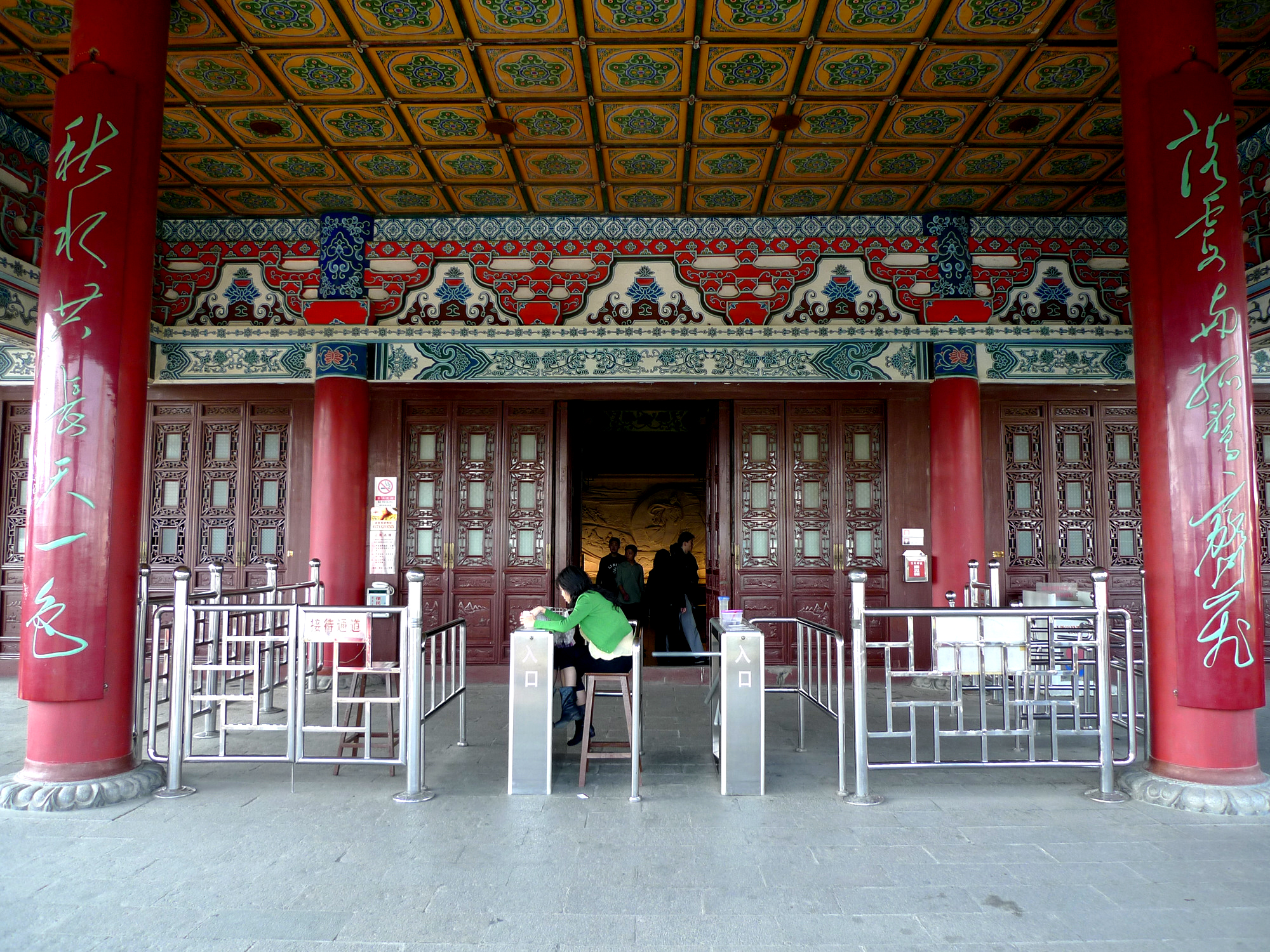
Calligrafia di Mao Zedong nell'atrio d'ingresso.

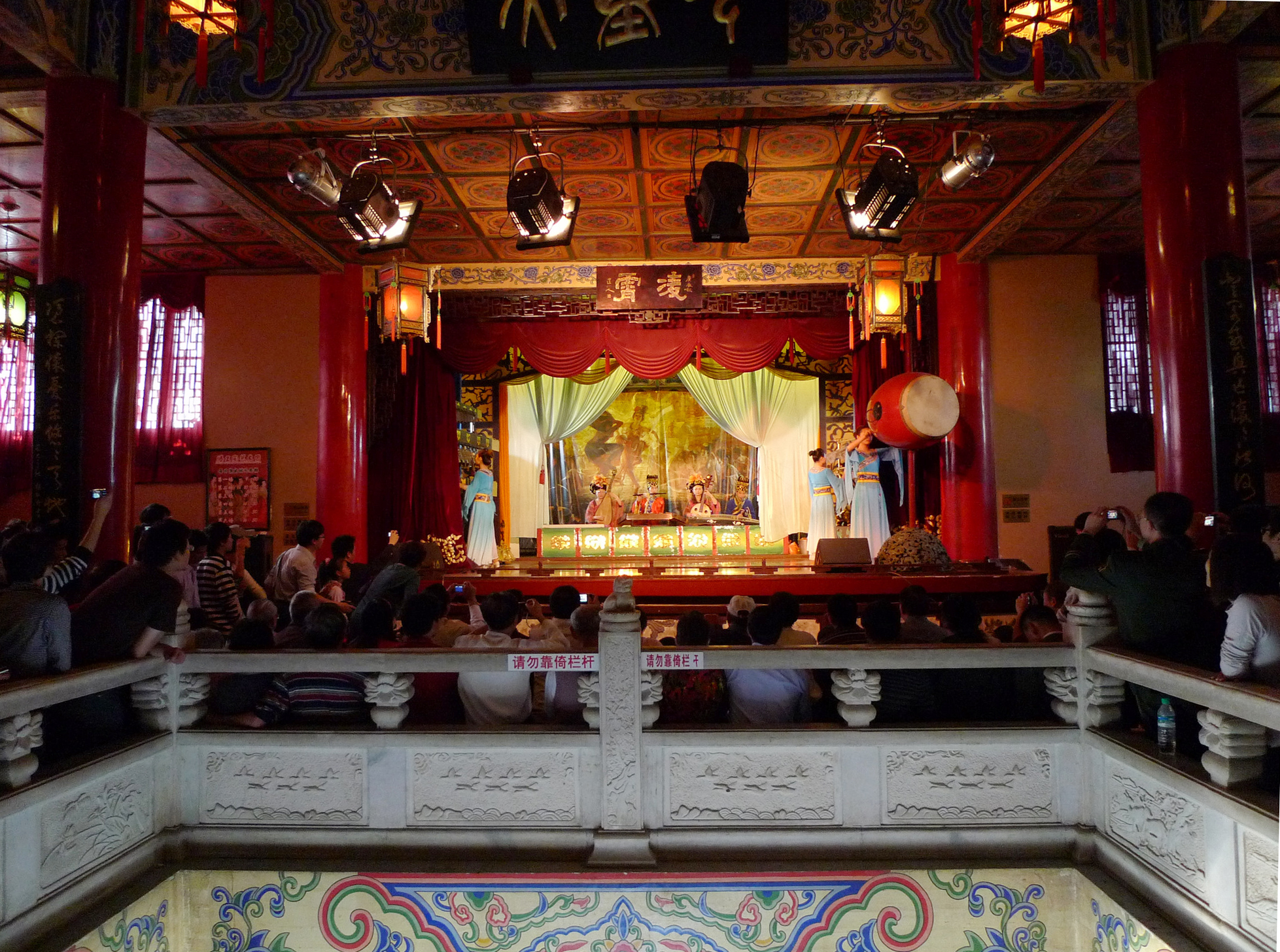
Palcoscenico teatrale

L'attuale Pagoda del Principe Teng fu costruita su progetto dell'architetto Liang Sicheng e completata l'8 ottobre 1989. L'edificio è in cemento armato ma decorato in stile dinastia Song. È alto 57,5 metri e ha nove piani, con una superficie totale di 13.000 metri quadrati.
L'edificio si trova su una piattaforma di cemento alta 12 metri che è destinata a simboleggiare le antiche mura della città ormai distrutte. Su di una tavoletta in acciaio inossidabile all'ingresso è incisa con un'opera calligrafica di Mao Zedong: “落霞 与 孤 鹜 齐 飞 ， 秋水 共 长 天一 色。” ("Neve che cade e oca solitaria che volano insieme; un'unica tonalità, acqua autunnale e il lungo tratto di cielo").
Il bellissimo giardino che è stato costruito nel 1989 è l'ornamento perfetto della pagoda. L'edificio serve principalmente a scopi turistici. Oltre alla decorazione interna, le attrazioni includono spettacoli teatrali di musica d'epoca e mostre di strumenti antichi ricostruiti. Ci sono alcuni ristoranti e negozi di souvenir. Le strade intorno alla pagoda sono state progettate per conformarsi al suo stile. Questa zona è diventata il centro del commercio di oggetti d'antiquariato di Nanchang.

## Influenze
La Pagoda del Principe Teng raggiunse fama nazionale grazie alla Prefazione al padiglione del principe Teng, costituendosi per le generazioni successive quale esempio di magnifica architettura da imitare. Quando fu costruita la Città Proibita, le sue torri angolari presero a modello (rifacendosi a modelli pittorici) la Pagoda del Principe Teng e la Pagoda della Gru Gialla: stranamente, entrambe le torri sono raffigurate identiche nei dipinti sopravvissuti. Queste torri angolari dalla struttura unica rimangono alcuni dei tesori architettonici più apprezzati della Città Proibita. La Pagoda del Principe Teng era considerata una sorta di "terra santa" da diverse dinastie d'imperatori cinesi. Ospitava inoltre un'importante biblioteca.

## Cronologia della costruzione
Secondo Wang: 
| Anno | Evento |
| ---- | --- |
| 653  | Costruzione della Pagoda del Principe Teng |
| 675  | Ricostruita |
| 790  | Ricostruita |
| 820  | Ricostruita |
| 848  | Ricostruita dopo essere stata distrutta da un incendio. |
| 1108 | Ricostruzione. Strutture più piccole aggiunte a nord e sud del padiglione principale. La struttura settentrionale è denominata "Tirare la pagoda verde smeraldo" (cinese tradizionale: 挹翠亭; pinyin: Yì Cuì Tíng) e la struttura meridionale è denominata "Premere il fiume della pagoda" (cinese tradizionale: 压江亭; pinyin: Yā Jiāng Tíng). |
| 1294 | Posizionata in cima alle mura della città dopo essere stato danneggiato più volte durante le guerre. |
| 1336 | La ricostruzione iniziò nel 1334 e fu completata nel 1336 |
| 1436 | Ricostruita dopo l'inondazione e ribattezzata "Saluto nella gentilezza" (cinese: ). |
| 1452 | Ricostruita dopo essere stata distrutta da un incendio e ribattezzata "Edificio numero 1 a Xi Jiang" (cinese: ). |
| 1468 | Ricostruita dopo un crollo. Il nome originale è stato ripristinato. |
| 1527 | Ricostruita dopo essere stata distrutta nella rivolta di Chen Hao. |
| 1599 | Ricostruita perché prossima al collasso strutturale. |
| 1616 | Ricostruita dopo essere stata distrutta da un incendio. |
| 1634 | La ricostruzione inizia nel 1633 e termina l'anno successivo. |
| 1648 | Distrutta da un incendio durante gli scontri tra i Ming e i Qing. |
| 1654 | Ricostruita |
| 1679 | Ricostruita dopo essere stata distrutta da un incendio. |
| 1682 | Ricostruita dopo essere stata distrutta da un incendio. |
| 1685 | Ricostruita dopo essere stata distrutta da un incendio. |
| 1702 | Ricostruita |
| 1706 | Ricostruita dopo essere stata distrutta da un incendio. |
| 1731 | Distrutta da un incendio |
| 1736 | Ricostruita |
| 1743 | Ricostruita e ribattezzata "Edificio numero 1 a Xi Jiang". |
| 1788 | Ricostruita dopo un crollo. |
| 1805 | Ricostruita |
| 1812 | Ricostruita |
| 1847 | Ricostruita due volte dopo più incendi. |
| 1853 | Distrutta con gran parte di Nanchang in un incendio di tre giorni durante la Rivolta dei Taiping. |
| 1873 | La ricostruzione iniziò nel 1872 e terminò l'anno successivo. |
| 1909 | Ricostruita dopo essere stata distrutta da un incendio. |
| 1926 | Distrutta dai difensori quando Nanchang viene attaccata dalla c.d. "Spedizione del Nord". |
| 1935 | Un tentativo di ricostruzione viene interrotto a causa dell'invasione giapponese. |
| 1985 | Ricostruita |
| 1991 | Gli edifici più piccoli "Pulling Emerald-Green Pavilion" e "Pressing River Pavilion" sono stati restaurati. |